# 海舶互市新例
海舶互市新例（かいはくごししんれい）は、新井白石が1715年2月14日（正徳5年1月11日）、国際貿易額を制限するために制定した法令。長崎新令・正徳新令とも呼ばれる。

## 内容
- 年間の貿易枠を次のように定めた。
  - 清 - 年間30隻、取引額は銀6000貫
  - オランダ - 年間2隻、取引額は銀3000貫
- 輸出品については俵物（いりこ・干し鮑・フカヒレなど）・昆布やするめ、真鍮製品や蒔絵・伊万里焼などの美術工芸品に限定する。
- 貿易船に幕府が発行した信牌（許可証）の持参を義務付ける。
- 長崎奉行の定員を3名から2名に減らす代わりに、不要になった経費を目付以下の中下級役人を設置・増加にあてる。

## 経緯
当時日本はいわゆる鎖国の状況下にあり、海外との交易は長崎、琉球、対馬、松前の四つの地域に限定され、このうち長崎ではオランダと清の二国に限定して貿易が行われていた。前者を相手にしては洋銀による金銀比価の格差などを利用されて金銀が持ち去られ、後者を相手にしては輸入物の対価を銀で支払っていた。その銀は相当量が中継貿易をしていたオランダの手にわたった。新井白石は国外に流出した金銀の量を調査してその結果を宝永6年4月1日に将軍徳川家宣に提出した。それによれば60年間で金239万7600両・銀37万4200貫が国外に流出しており、100年間では日本で産出した金の4分の1、銀は4分の3が流出していたのだった。また、銅についても45年間で11億1449万8700斤に及んでいた。当時は金や銀を貨幣の代わりにしていたため、このような事態は避けられなくなる傾向にあった。
白石は、これを野放しにしておけば、あと100年も経たないうちに日本の金銀が底を突いてしまう、と懸念して貿易制限を提案。紆余曲折の末、1715年（正徳5年）、海舶互市新例（長崎新令）を定めた。

## 背景
ところが、実際には中国の商人たちは金を日本へ運んでいた面もあった。それは金1匁に対し銀10～20匁というレートであり、結果として流出した金のうち6割強は再び日本へ流入していた。
しかも、白石の建白には意図的な数字の計上が行われていた。確かに白石の建白通りの金銀の流出は事実として存在したのであるが、それはあくまでも100年単位での話である。実際には幕府の貿易統制の進行や金銀の代替品として銅や商品の輸出が奨励されたことによって、1682年（貞享2年）からの13年間に中国へ流出した銀は総額で4,000貫（金換算で6.6万両）・金は130両、オランダに対しても1682年からの24年間に流出した金は32.9万両に過ぎず、最近20年間に限れば金銀の大量流出という事実は存在していなかったのである。さらに主たる輸入品であった生糸の国産化を奨励したこともあり、今後も長崎貿易において国内の金銀が枯渇するほどの流出が起こる可能性は皆無であった。
また、この建白の直後より白石は長崎貿易の制限を定めようとして、「清船を年間10隻、取引額を銀3000貫・オランダ船を年間1隻、取引額を清船の半分とする」、「来航数に応じて次回の来航の許可証（公験）を交付して、5年の期間で来航船数・取引額を定額に抑制する」などの大幅な貿易制限を盛り込んだ草案（宝永新例）を作成した。同草案で白石は海外貿易を「外国の無用な物と我が国の有用な物を交換するのみ」と定義して「我が国の政道を害するもので、本来は外国人の日本来航を一切禁じるべきである」ところを「将軍家の恩恵で貿易を許している」と記述していることなどから、貿易制限に対して強硬な考えを有していたことが窺える。ところが、長崎奉行は白石の根拠が貿易制限を目的とした意図的な主張で現在の貿易規制でもオランダや清の船舶は苦しんでいること、さらに従来の貿易規制にあった金銀以外の代替品による輸出規定を廃しているために却って金銀の流出が増加することを理由に強く反対したため、実施できなかった。これについては、白石が貿易制限実現のために派遣した新しい長崎奉行大岡清相でさえ、「宝永新例」を現実を無視した無謀な主張であると諫言したとされる。
この結果、海舶互市新例は一面においては保守的な改革であるものの、ある面においては貿易そのものの維持を求める内外の要望と現実に則した改革であったとも言える。また、貿易制限そのものは白石以前から行われてきた政策の踏襲に過ぎず、新たな制度として信牌制度の導入や長崎奉行や市政の改革によって密貿易の防止を図ろうとしたことの方がこの新令の特徴であったと言える。
白石の意図は金銀の流出を防止することを名目として、実は金銀の代替品である貨幣の材料である銅の輸出を抑制して貨幣価値の安定を図ること、また貿易の抑制によって前将軍綱吉時代の負の遺産である放漫な財政と奢侈な風潮を引き締めて、儒学が理想とする抑商・農本主義路線への回帰を図った側面が強いと考えられている。